# アスコルビン酸ナトリウム
アスコルビン酸ナトリウム（英: Sodium ascorbate）は、アスコルビン酸（ビタミンC）のナトリウム塩である。化学式はC6H7NaO6で表される。

## 利用
食品添加物としてE番号は301であり、酸化防止剤や酸味調整剤として使用されている。EU圏やアメリカ合衆国、オーストラリア、ニュージーランドで食品添加物として認可されており、日本でも食品衛生法に基づき指定添加物として使用が認められている。
in vitroの研究では、アスコルビン酸ナトリウムが悪性黒色腫を含む種々の悪性細胞株に対して細胞毒性作用を有することが見出されている。

## 製造
アスコルビン酸ナトリウムは、水にアスコルビン酸を溶解させ、当量の水酸化ナトリウムまたは炭酸水素ナトリウムを加えることによって製造される。発泡が収まったあと、イソプロパノールの添加によってアスコルビン酸ナトリウムが沈殿する。